# Santa Bárbara (Monagas)
Santa Bárbara is een stad en gemeente in de Venezolaanse staat Monagas. Santa Bárbara telt 12.000 inwoners.

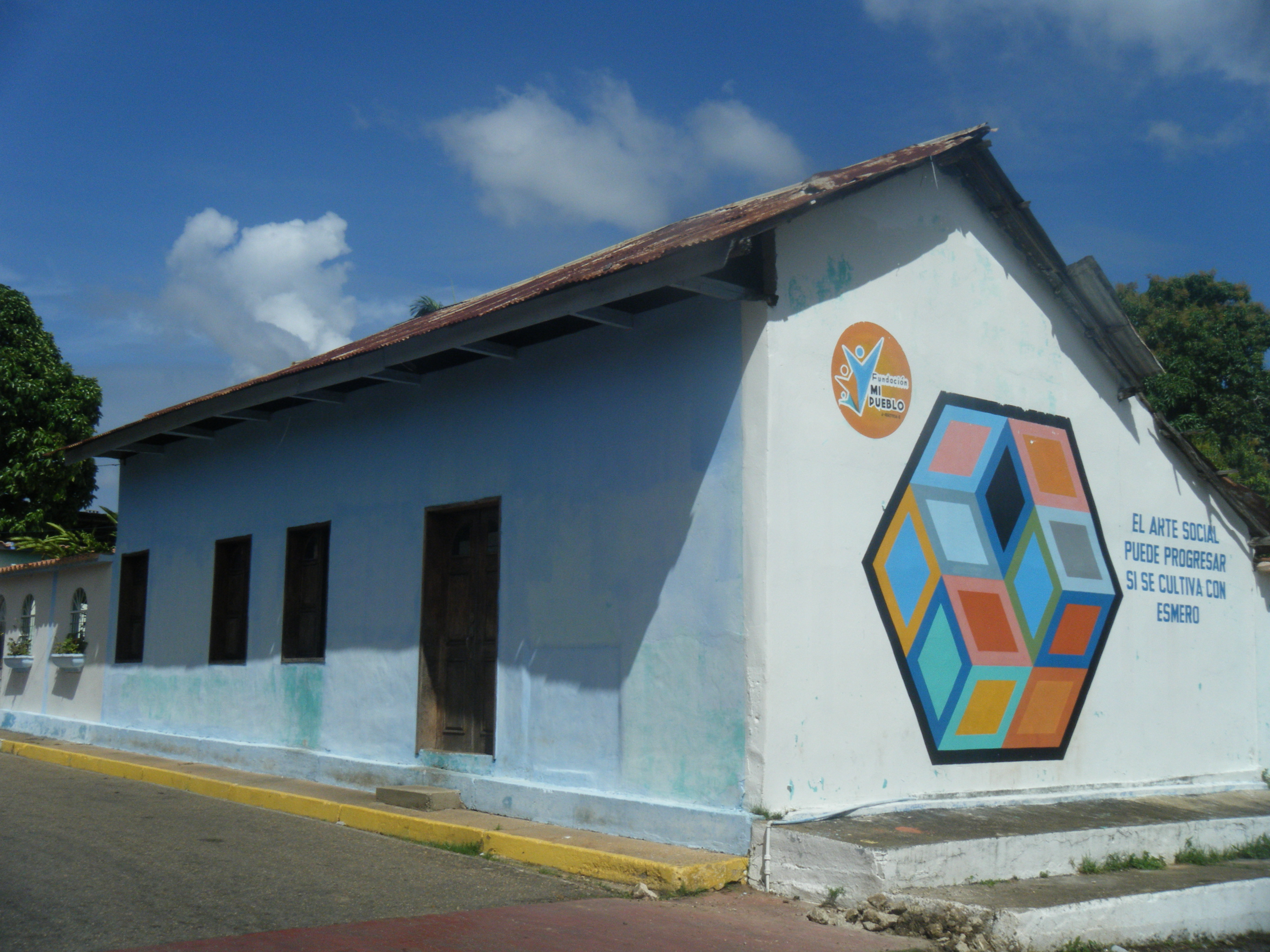
Santa Barbara, Monagas